# Feminisering (sociologie)
Feminisering is de aanduiding voor het toenemen van de invloed van het vrouwelijke in de samenleving.
De term kan specifiek slaan op toename van het aantal vrouwen in bepaalde sectoren van de samenleving, maar ook op een toename van het belang van vrouwelijke waarden, vrouwelijke rolpatronen of feministische politieke waarden.
Een belangrijke discussie gaat over de veronderstelde feminisering van het onderwijs. Volgens de wetenschappers Lauk Woltring en Louis Tavecchio komt hierdoor de opvoeding en educatie van jongens in gevaar.
Ook ten aanzien van het gezin zijn er enkele discussies over de tanende invloed van het mannelijke in de opvoeding. Zo zou bijvoorbeeld een gebrek aan autoritatieve stijl leiden tot een reeks van problemen, met name voor jongens. De grotere tijdsbesteding van vaders aan de zorg betekent niet per definitie een profilering van het mannelijk rolmodel.
Een veronderstelde relatieve toename van het aantal arme vrouwen wordt wel gevat onder de noemer feminisering van de armoede.